# István Vági
István Vági (* 24. Juni 1883 in Nagykőrös; † 13. August 1938 in Butowo bei Moskau) war ein ungarischer sozialdemokratischer, später kommunistischer Politiker. Er war Vorsitzender der Ungarischen Sozialistischen Arbeiterpartei.

## Leben

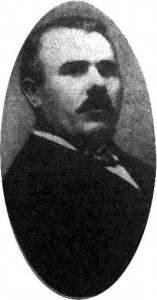
István Vági

Der gelernte Zimmermann Vági war seit 1902 gewerkschaftlich organisiert. Während der Ungarischen Räterepublik diente er als Politischer Kommissar des Bataillons der Bauarbeiter in der Roten Armee. 
Nach dem Sturz der Räterepublik war er Sekretär der sozialdemokratischen Parteiorganisation zunächst in Győr, anschließend in Pécs. Vági war einer der Führer der linken Opposition innerhalb der Sozialdemokratischen Partei Ungarns (Magyarországi Szociáldemokrata Párt, MSzDP). Ab 1923 hielt er Kontakte zur verbotenen Kommunistischen Partei Ungarns (Kommunisták Magyarországi Pártja, KMP). Im Januar 1925 wurde er deshalb aus der MSzDP ausgeschlossen. Vági war einer der Mitbegründer der Ungarischen Sozialistischen Arbeiterpartei (Magyarországi Szocialista Munkáspárt, MSzMP), einer neuen, legalen Arbeiterpartei, die von linken Sozialdemokraten und Kommunisten gegründet wurde. Auf dem Gründungsparteitag wurde Vági am 14. April 1925 zum Vorsitzenden der MSzMP gewählt. Auf dem I. Parteitag der KMP in Wien im August 1925 wurde Vági auch in das Zentralkomitee der – in Ungarn immer noch illegalen – KMP gewählt. Ende 1925 wurde zusammen mit weiteren Funktionären verhaftet und vor Gericht gestellt. Vági wurde jedoch am 4. August 1926 aus Mangel an Beweisen freigesprochen, da die enge Verknüpfung von legaler MSzMP und illegaler KMP polizeilich nicht nachgewiesen werden konnte. Vor den Parlamentswahlen 1926 leitete Vági den Wahlkampf der MSzMP. 
Im Februar 1927 wurde Vági erneut verhaftet, er wurde diesmal zu viereinhalb Jahren Gefängnis verurteilt. Nach seiner Entlassung im Jahr 1932 emigrierte er in die Sowjetunion. Er arbeitete anschließend in der Mitteleuropa-Abteilung der Roten Gewerkschafts-Internationale. 1935 wurde er in den Moskauer Sowjet gewählt. Am 23. März 1938 wurde Vági im Rahmen der Stalinschen Säuberungen aufgrund erfundener Anschuldigungen verhaftet und am 29. Juli 1938 zum Tod durch Erschießen verurteilt. Das Urteil wurde am 13. August 1938 vollstreckt.  
Vági wurde 1955 rehabilitiert.

## Ehrungen
- Die Ungarische Post gab 1983 anlässlich des 100. Geburtstages von Vági eine Sondermarke heraus.